# Parksidan
Parksidan är en bebyggelse på Gällstaö i Ekerö kommun i Stockholms län. 

## Administrativ historik
SCB räknade området som en småort med benämningen Gällstaö från år 1990 till år 2005 då orten blev tätorten Parksidan. 2015 sammanväxte Parksidans tätort med Solsidan och betecknades av SCB som Parksidan och Solsidan. Södra delen separerades 2018 och klassades som en egen tätort benämnd Jungfrusund. 

## Befolkningsutveckling
| Befolkningsutvecklingen i Parksidan (och Solsidan) 1990–2020                                  | Befolkningsutvecklingen i Parksidan (och Solsidan) 1990–2020 | Befolkningsutvecklingen i Parksidan (och Solsidan) 1990–2020 | Befolkningsutvecklingen i Parksidan (och Solsidan) 1990–2020 | Befolkningsutvecklingen i Parksidan (och Solsidan) 1990–2020 |
| --------------------------------------------------------------------------------------------- | ------------------------------------------------------------ | ------------------------------------------------------------ | ------------------------------------------------------------ | ------------------------------------------------------------ |
|                                                                                               |                                                              |                                                              |                                                              |                                                              |
| År                                                                                            |                                                              |                                                              | Folkmängd                                                    | Areal (ha)                                                   |
| 1990                                                                                          | 1990                                                         |                                                              | 58                                                           | 15#                                                          |
| 1995                                                                                          | 1995                                                         |                                                              | 89                                                           | 19#                                                          |
| 2000                                                                                          | 2000                                                         |                                                              | 101                                                          | 18#                                                          |
| 2005                                                                                          | 2005                                                         |                                                              | 331                                                          | 23                                                           |
| 2010                                                                                          | 2010                                                         |                                                              | 494                                                          | 23                                                           |
| 2015                                                                                          | 2015                                                         |                                                              | 944                                                          | 63                                                           |
| 2020                                                                                          | 2020                                                         |                                                              | 961                                                          | 57                                                           |
| Anm.: Ny tätort 2005. Sammanvuxen med Solsidan 2015. Jungfrusund utbrutet 2018. # Som småort. |                                                              |                                                              |                                                              |                                                              |